# Henry Franklin Gilbert
Henry Franklin Belknap Gilbert (ur. 26 września 1868 w Somerville w stanie Massachusetts, zm. 19 maja 1928 w Cambridge w stanie Massachusetts) – amerykański kompozytor.

## Życiorys
Był synem organisty i śpiewaczki. W dzieciństwie uczył się gry na skrzypcach, samodzielnie nauczył się także grać na instrumentach dętych. Od 1886 do 1892 roku uczęszczał do New England Conservatory of Music w Bostonie, gdzie jego nauczycielami byli Emil Mollenhauer (skrzypce), George Whiting (fortepian i harmonia) i Edward MacDowell (kompozycja). Po ukończeniu studiów zarabiał na życie, grając na skrzypcach w orkiestrach rozrywkowych. Imał się także licznych dodatkowych zajęć, był m.in. pośrednikiem w handlu nieruchomościami, redaktorem w wydawnictwie i brygadzistą w fabryce. W wolnym czasie próbował swoich sił w kompozycji.
W 1893 roku odwiedził wystawę światową w Chicago, gdzie poznał muzykę Nikołaja Rimskiego-Korsakowa i innych kompozytorów rosyjskich, a także czeskich i skandynawskich, która wywarła silny wpływ na jego dalszą twórczość. W 1894 roku odbył podróż do Francji i Wielkiej Brytanii. Podczas ponownej wizyty w Paryżu w 1901 roku usłyszał operę Louise Gustave’a Charpentiera i pod jej wrażeniem postanowił całkowicie poświęcić się komponowaniu. Wspólnie z Arthurem Farwellem założył wydawnictwo Wa-Wan Press, w którym w 1902 roku wydał wiele ze swoich wczesnych utworów. W 1927 roku uczestniczył jako reprezentant Stanów Zjednoczonych w festiwalu Międzynarodowego Towarzystwa Muzyki Współczesnej we Frankfurcie nad Menem.
Interesował się folklorem, zbierał pieśni ludowe. Jako kompozytor dążył do stworzenia amerykańskiego stylu narodowego w muzyce. Był pierwszym kompozytorem, który na szeroką skalę wykorzystywał tradycje muzyczne amerykańskich Murzynów, do swoich utworów wprowadzał elementy negro spirituals i rytmy ragtimowe. Dokonywał też transkrypcji pieśni amerykańskich Indian. Pisywał artykuły do prasy muzycznej i omówienia programów koncertowych American Orchestra Society, wygłaszał odczyty na Harvard University.

## Wybrane kompozycje
(na podstawie materiałów źródłowych)

### Utwory orkiestrowe
- 2 Episodes (ok. 1895)
- poemat symfoniczny Orlamonde (1896; zaginiony)
- Summer-day Fantasie (ok. 1899)
- Gavotte (b.d.)
- Americanesque (1902–1908)
- Comedy Overture on Negro Themes (1906)
- 3 American Dances (ok. 1906)
- poemat symfoniczny The Dance in Place Congo (ok. 1908, zrewid. 1916)
- Strife (1910–1925)
- 6 Indian Sketches (1911, zrewid. 1914)
- Negro Rhapsody (1912)
- To Thee, America na chór i orkiestrę (1914)
- Pilgrim Tercentenary Pageant na orkiestrę dętą (1921)
- poemat symfoniczny The Island of the Fay (1923)
- Dance na jazzband (1924)
- Symphonic Piece (1925)
- Nocturne (1925–1926)
- Suite na orkiestrę kameralną (1926–1927)

### Utwory kameralne
- Mazurka (1902)
- Scherzo (1902)
- 2 Verlaine Moods (1903)
- Indian Scenes (1912)
- Negro Dances (1914)
- Kwartet smyczkowy (1920)
- A Rag Bag (1927)

### Muzyka do sztuk teatralnych
- Cathleen ni Houlihan (1903)
- Pot of Broth (1903)
- Riders to the Sea (1904, zrewid. 1913)
- The Twisting of the Rope (1904)
- The Redskin, or The Last of his Race (1906; zaginiona)

### Opery
- Uncle Remus (ok. 1906; niedokończona)
- Fantasy in Delft (1915–1920)

### Muzyka filmowa
- Down to the Sea in Ships (1922; zaginiona)